# Østjyske Jernbane
Østjyske Jernbane (ØJJ) – også kaldet Østjyske Jernbaner – var et kortlivet dansk privatbaneselskab, oprettet til at drive to jernbaner i fællesskab:
- Randers-Ryomgård-Grenaa, der var oprettet af Randers-Grenaa Jernbaneselskab, som i starten også drev denne bane.
- Aarhus-Ryomgård, der var oprettet af Aarhus-Ryomgård Jernbaneselskab.

## Strækningsdata
- Randers-Ryomgård-Grenaa:
  - Randers-Ryomgård 26. august 1876 – 2. maj 1971 – dog opretholdt som godsbane frem til 1993
    - Længde: 35,5 km
    - Sporvidde: 1.435 mm

  - Ryomgård-Grenå 26. august 1876
    - Længde: 28,7 km
    - Sporvidde: 1.435 mm

- Aarhus-Ryomgård 1. december 1877
  - Længde: 40,2 km
  - Sporvidde: 1.435 mm

Efter nedlæggelsen af strækningen Randers-Ryomgård udgjorde Aarhus H-Ryomgård-Grenaa Grenaabanen. Den blev 9. december 2012 forbundet med Odderbanen til Aarhus Nærbane, hvor der har kørt direkte tog mellem Grenaa og Odder uden skift på Aarhus H. Aarhus Nærbane skal i 2017 indgå i Aarhus Letbane.

## Historie
Da staten i 1861 besluttede at bygge ca 500 km jernbane i Jylland, regnede man med, at behovet for jernbaner dermed ville være dækket. I Randers, der i 1862 var blevet den ene endestation for Jyllands første jernbane Aarhus-Randers, opstod ønske om at bygge en sidebane over Djursland til en mere tilgængelig havn end Randers' egen, der lå for enden af den ofte vanskeligt navigerbare fjord. Udtørringen af Kolindsund – dengang Jyllands største indsø – og uddybningen af havnen i Grenaa gjorde det attraktivt at anlægge en jernbane fra Randers til Grenaa. En af initiativtagerne til projektet var konseilspræsident Estrup på Skaføgård lidt syd for Pindstrup.
Disse planer vakte nogen uro i Aarhus, idet man frygtede, at en del af handelen fra Djursland ville blive trukket væk fra Aarhus. Man foreslog derfor at bygge en jernbane fra Aarhus til et punkt på den nye bane mellem Randers og Grenaa.
Indenrigsministeriet godkendte 27. november 1875 samarbejdsaftalen mellem de to selskaber, og ØJJ startede den fælles drift 1. december 1877, da Aarhus-Ryomgård-banen også var færdig. 
Stationsbygningerne blev tegnet af N.P.C. Holsøe.

### Hovedbane og sidebane byttet om
Selvom Randers-Grenaa var bygget først og Aarhus-Ryomgård i den forstand var en sidebane, overtog Aarhus-Ryomgård mere og mere trafikken. Det varede ikke længe, før ØJJ's toggang blev byttet om, så Aarhus-Grenaa blev hovedstrækningen og Randers-Ryomgård blev en sidebane, hvor der i det tyndt befolkede område næsten kun var interesse for godstrafikken. 

### Overgang til statsbane
Dårlige driftsresultater og vanskeligheder ved blot at svare renter af prioritetsgælden, resulterede i at indenrigsminister Erik Skeel allerede i 1878 fremsatte lov om statens overtagelse af begge baner. Først i rigsdagssamlingen 1881-82 lykkedes det at få statskassen til at klare den håbløse situation. Selskabet blev drevet for statens regning fra 1. april 1881, men først endeligt overtaget pr. 1. oktober 1881, hvorefter driften blev varetaget af statens Jysk-Fyenske Jernbaner, fra 1882 DSB.